# Germantown (Illinois)
Pour les articles homonymes, voir Germantown.
Germantown est un village du comté de Clinton, dans l’Illinois, aux États-Unis. En 2020, la population du village est de 1 324 habitants.

## Histoire
Le village de Germantown a été fondé en 1833. Anciennement connue sous le nom de « Hanover » (en français, Hanovre) en référence à cette ville d'Allemagne qui était la ville natale des premiers colons, Germantown est considéré comme l'une des premières véritables colonies allemandes de l'Illinois.

## Démographie
Selon le recensement de 2020, la population du village de Germantown est de 1 324 habitants.

## Personnalité liée à Germantown
- Albert Fred Schoendienst, dit Red Schoendienst, né le 2 février 1923 à Germantown et mort le 6 juin 2018 à Town and Country dans le Missouri[2], joueur professionnel américain de baseball qui a évolué dans la Ligue majeure de baseball.